# Santibáñez de Esgueva
Santibáñez de Esgueva ist ein nordspanischer Ort und eine Gemeinde (municipio) mit nur noch 77 Einwohnern (Stand: 2024) im Süden der Provinz Burgos in der Autonomen Gemeinschaft Kastilien-León.

## Toponym
Der Name des Ortes bezieht sich auf den hl. Iván oder Iban, hinter dem sich Johannes den Täufer verbirgt; die Ergänzung Esgueva bezieht sich auf den nahegelegenen Fluss und wurde erst im 19. Jahrhundert hinzugefügt. 

## Lage und Klima
Der Ort Santibáñez de Esgueva liegt im Tal des Río Esgueva in einer Höhe von etwa 920 m. Die Stadt Burgos liegt knapp 65 km (Fahrtstrecke) in nördlicher Richtung entfernt; die nächstgelegene Stadt ist Aranda de Duero (ca. 28 km südlich). Das Klima im Winter ist rau, im Sommer dagegen gemäßigt und warm; Regen (ca. 500 mm/Jahr) fällt überwiegend im Winterhalbjahr.

## Bevölkerungsentwicklung
| Jahr      | 1857 | 1900 | 1950 | 2000 | 2017 |
| Einwohner | --   | --   | 408  | 159  | 85   |

Die Mechanisierung der Landwirtschaft und die Aufgabe bäuerlicher Kleinbetriebe führten seit den 1950er Jahren zu einem Mangel an Arbeitsplätzen und einem deutlichen Rückgang der Einwohnerzahlen (Landflucht).

## Wirtschaft
In früheren Zeiten war Santibáñez de Esgueva ein sich selbst versorgendes Bauerndorf im fruchtbaren Esgueva-Tal. Die Feldarbeit wird heute von nur wenigen Bauern verrichtet; einige Häuser werden im Sommer als Ferienwohnungen (casas rurales) vermietet.

## Geschichte
Aus keltischer, römischer, westgotischer und islamischer Zeit wurden bislang keine Zeugnisse gefunden. Im 8. und frühen 9. Jahrhundert befand sich die Gegend unter islamischem Einfluss, doch wurde das Gebiet wegen des ungewohnt rauen und regnerischen Klimas von den Berbern weder dauerhaft besiedelt noch verteidigt. Ende des 9. Jahrhunderts erhielt der kastilische Graf Diego Rodríguez Porcelos von König Alfons III. von Asturien den Auftrag zur Wiederbesiedlung (repoblación) des entvölkerten Landes. Die erstmalige Erwähnung des Ortsnamens stammt aus einer Urkunde des Jahres 1190, doch existierte zu dieser Zeit bereits die romanische Kapelle. Bis in die 1920er Jahre gehörte Santibáñez de Esgueva zur Nachbargemeinde Cabañes de Esgueva.

## Sehenswürdigkeiten

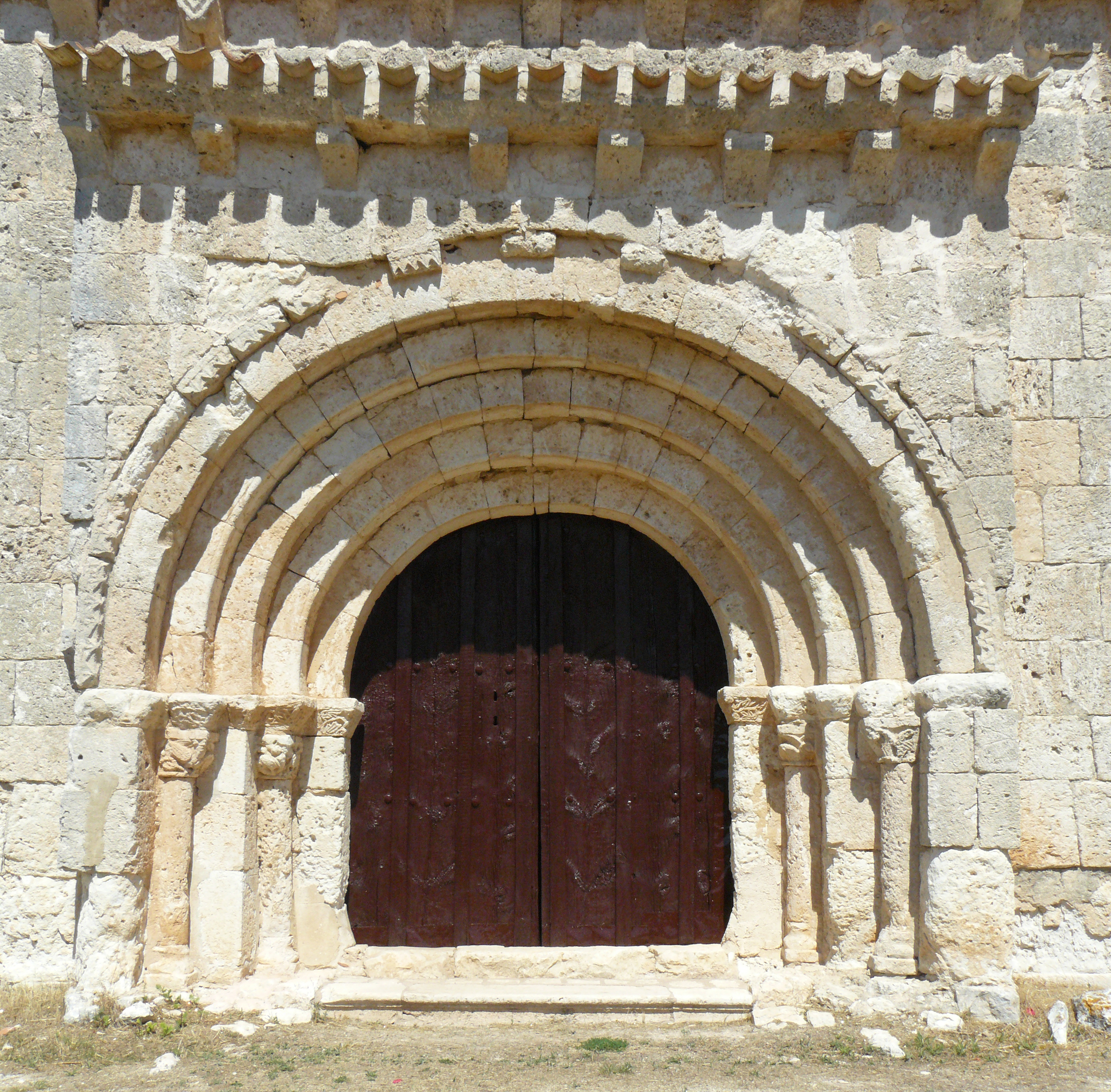
Portal der Einsiedlerkirche

- Die einschiffige Kirche des Ortes ist der gnadenreichen Jungfrau Maria (Nuestra Señora da las Mercedes) geweiht; es ist ein eher schmuckloser Bau aus dem 16./17. Jahrhundert mit einem Westturm.
- Vom ehemaligen Bürgerstolz zeugt eine im frühen 16. Jahrhundert auf einem achteckigen Sockel errichtete spätgotische Gerichtssäule (rollo) auf dem seitlichen Platz vor der Kirche.

außerhalb
- Die turmlose romanische Ermita de San Salvador stammt wahrscheinlich aus der Mitte des 12. Jahrhunderts und liegt an einem Berghang etwa 1 km südwestlich des Ortes. Beeindruckend ist die exakte Steinmetzarbeit der Mauern und der wichtigsten Bauteile – darunter die mit Halbsäulenvorlagen und einem aufruhenden Rundbogenfries versehene Apsis und das auf der Südseite befindliche mehrfach abgestufte Archivoltenportal, dessen Kapitelle eine beinespreizende Sirene und ein flügelspreizendes Vogelwesen zeigen; auch ein Lindwurm ist noch zu erkennen. Der äußere Portalbogen wird eingefasst von Resten eines Zackenfrieses.